# Velîkîi Joludsk, Volodîmîreț
Velîkîi Joludsk (în ucraineană Великий Жолудськ) este localitatea de reședință a comunei Velîkîi Joludsk din raionul Volodîmîreț, regiunea Rivne, Ucraina.

## Demografie
Componența lingvistică a localității Velîkîi Joludsk
     Ucraineană (99,25%)
     Alte limbi (0,63%)
Conform recensământului din 2001, majoritatea populației localității Velîkîi Joludsk era vorbitoare de ucraineană (99,25%), existând în minoritate și vorbitori de alte limbi.